# Alexei Makljukow
Alexei Romanowitsch Makljukow (russisch Алексей Романович Маклюков; * 19. September 1993 in Woskressensk) ist ein russisch-kasachischer Eishockeyspieler, der seit 2021 beim HK Metallurg Magnitogorsk in der Kontinentalen Hockey-Liga unter Vertrag steht.

## Karriere
Alexei Makljukow begann seine Karriere als Eishockeyspieler im Jugendbereich von Chimik Woskresensk in der russischen Nachwuchsliga Molodjoschnaja Chokkeinaja Liga. 2013 wurde er in das All-Star-Team der Liga gewählt. Anschließend wechselte er zum HK Dynamo Balaschicha in die Wysschaja Hockey-Liga, spielte aber in seiner ersten Saison in Balaschicha auch noch in deren Juniorenteam in der MHL. Mit Dynamo Balaschicha gewann er 2017 den Bratina-Pokal der WHL. In der Spielzeit 2016/17 spielte er zudem auch für den HK Dynamo Moskau in der Kontinentalen Hockey-Liga. Anschließend wechselte er zu Barys Astana, dem kasachischen KHL-Klub. 2021 wechselte er zum Ligakonkurrenten HK Metallurg Magnitogorsk. 

### International
Makliukow debütierte 2018 in der kasachischen Nationalmannschaft. Bei der Weltmeisterschaft 2019 spielte er mit dem kasachischen Nationalteam in der Division I. Der dabei errungene Aufstieg in die Top-Division konnte wegen der weltweiten COVID-19-Pandemie jedoch erst 2021 wahrgenommen werden. Dort spielte er dann bei der Weltmeisterschaft 2021. Auch bei der Olympiaqualifikation für die Winterspiele in Peking 2022 vertrat er seine Farben.

## Erfolge und Auszeichnungen
- 2013 All-Star-Team der Molodjoschnaja Chokkeinaja Liga
- 2017 Gewinn des Bratina-Pokals der Wysschaja Hockey-Liga
- 2019 Aufstieg in die Top-Division bei der Weltmeisterschaft der Division I, Gruppe A (wegen der weltweiten COVID-19-Pandemie erst 2021 wirksam)

## KHL-Statistik
(Stand: Ende der Saison 2021/22)